# Крутой, Игорь Яковлевич
И́горь Я́ковлевич Круто́й (укр. Ігор Якович Крутий; род. 29 июля 1954, Гайворон, Кировоградская область) — советский, украинский и российский эстрадный композитор, продюсер, пианист, певец. Народный артист Российской Федерации (1996), народный артист Украины (2011; лишён звания в 2024 году, из-за поддержки российского вторжения на Украину), лауреат премии Ленинского комсомола (1989).

## Биография
Родился 29 июля 1954 года в районном центре Гайворон, в еврейской семье. Родители — Яков и Светлана Крутые.
Яков Авраамович Крутой (1927—1980) родом из деревни Дубиново (ныне Савранский район, Одесская область), в 1941 году вместе с младшим братом и младшей сестрой оказался на оккупированной территории, попал в концлагерь. После освобождения в 1944 году был призван в армию, служил до 1952 года в ГДР, затем вернулся на Украину. Работал на радиозаводе. Умер в 1980 году от рака слюнной железы. Дед Игоря Крутого по отцу погиб во время Второй мировой войны.
Светлана Семёновна Крутая (род. 1934), окончила техникум в Харькове, работала лаборантом СЭС, а затем инженером на заводе. Дед Игоря Крутого по матери погиб в концентрационном лагере Дахау.
Сестра — Алла Крутая (род. 1959), телеведущая.
В раннем детстве научился играть на баяне, продолжил обучение в детской музыкальной школе. В 1974 году окончил с отличием Кировоградское музыкальное училище по специальности «теория музыки», после окончания училища получил направление на работу в Гайворон, откуда был направлен на работу в деревню Бандурово Гайворонского района.
В 1974 году пробовал поступить в Киевскую консерваторию, но провалил один из вступительных экзаменов. В 1975 году поступил в Николаевский музыкально-педагогический институт, дирижёрско-хоровое отделение которого окончил в 1979 году.
В Николаеве работал пианистом в ресторане «Каравелла», где познакомился с певцом Александром Серовым. Три года учился на композиторском отделении в Саратовской консерватории, но оставил учёбу из-за занятости в качестве аккомпаниатора и музыканта.

## Личная жизнь
В 1979 году на гастролях в Ленинграде познакомился с будущей женой Еленой Бутома (внучка советского государственного деятеля Бориса Бутомы), переехал в Ленинград, пробовал устроиться на работу на радио, телевидение, но в 1981 году получил приглашение на работу пианистом в Москву в концертный оркестр. Выступал с Валентиной Толкуновой и Евгением Леоновым. Позже, благодаря Леонову и Толкуновой, получил первую квартиру в Москве.
В 1981 году расстался с женой, Еленой, а 29 октября 1981 года родился сын Николай. Причиной расставания стали материальные трудности семьи. Впоследствии мать препятствовала общению Игоря с сыном.
В 1994 году познакомился с Ольгой, в 1995 году они поженились, 18 июля 2003 года родилась дочь Александра. Также удочерил дочь Ольги от другого брака, Викторию (род. 1985).
Ольга Крутая занимается бизнесом, живёт в Нью-Джерси. У Игоря Крутого три внучки.
У Игоря Крутого также есть внебрачный сын Яков, о существовании которого он узнал в 2018 году.

## Творчество

### Композиторская деятельность
В 1985 году вышла первая пластинка «Мир для влюблённых» с двумя песнями на музыку Игоря Крутого «Мир для влюблённых» (стихи Д. Усманов) и «Признание» (стихи С. Алиханов, А. Жигарев).
В 1987 году была выпущена пластинка Александра Серова «Мадонна» на музыку Игоря Крутого с общим тиражом 2 500 000 экземпляров.
Песни Крутого в разное время исполняли и исполняют десятки эстрадных и поп-певцов и певиц и музыкальных групп. В 1990 году был членом Совета при Президенте СССР по культуре и искусству.

### Продюсерская деятельность
В 1989 году возглавил Молодёжный центр АРС в качестве директора-художественного руководителя, а с 1998 года в качестве президента. С 1997 года существует компания «АРС-рекордз». Основным направлением работы организации были продвижение музыкальных проектов, таких как фестиваль «Песня года» и конкурс «Новая волна», производство кассет, дисков и рекламная деятельность. В 2004 году был продюсером проекта «Последний герой-4».
В качестве продюсера организовал церемонию открытия Зимних Олимпийских игр в Сочи в 2014 году, церемонии открытия и закрытия Всемирной летней универсиады в Казани в 2013 году.
Является создателем частного образовательного центра подготовки музыкантов, исполнителей, композиторов — Академия популярной музыки Игоря Крутого. Среди проектов Академии популярной музыки — организация отборочного этапа ежегодного песенного конкурса «Детская Новая волна» (с 2014 года), «Детское Евровидение», «Рождественские Встречи» и другие.
Несколько сезонов является членом жюри телевизионного шоу «Ты супер!».
Ранее владел российским радиовещательным холдингом Krutoy Media («Love Радио», «Радио Шансон» и «Вести FM»).
С Крутым сотрудничали такие артисты как Валерий Сюткин, Жанна Фриске, Ирина Тонева, Найк Борзов, Александр Малинин, Дмитрий Хворостовский, Татьяна Буланова, Сергей Шнуров, Бурито, Юрий Шевчук и многие другие. Со слов Крутого он никогда не подписывал коммерческие контракты с артистами, сотрудничество не предполагало получение прибыли от деятельности исполнителей и коллективов.
5 апреля 2023 года стало известно, что Роскомнадзор закрыл СМИ «Русское музыкальное телевидение», созданное Игорем Крутым и основателем «Муз-ТВ» Вячеславом Кормильцевым, зарегистрированное в 2003 году. Об этом сообщил телеграм-канал Mash. Согласно информации издания Mash, «Русское музыкальное телевидение» фактически не вело свою деятельность: телеканал ни разу не вышел в эфир, а в базе Гостелерадиофонда нет архивных передач.

### Певческая деятельность
Крутой часто выступает в качестве певца и аккомпаниатора, впервые на сцену он вышел на концерте Ирины Аллегровой. Известность приобрела песня «Незаконченный роман», спетая в дуэте Игоря Крутого и Ирины Аллегровой. После этого в рамках различных концертов исполнял свои песни.
На своём YouTube-канале и блоге в Instagram ведёт рубрику «Музыкальный салон Игоря Крутого», в рамках которой публикует песни и мелодии в собственном исполнении.
В 2020 году исполнил песню «Осень», которую ранее он исполнял с Ириной Аллегровой.

## Награды
Почётные звания:
- Заслуженный деятель искусств РСФСР (24 сентября 1991) — за заслуги в области российского искусства[30]
- Народный артист Российской Федерации (29 января 1996) — за большие заслуги в области искусства[31]
- Народный артист Украины (23 августа 2011) — за весомый личный вклад в укрепление международного авторитета Украины, популяризацию её исторического наследия и современных достижений и по случаю 20-й годовщины независимости Украины[32]. В 2024 году лишён звания указом Президента Украины Владимира Зеленского против лиц, поддержавших вторжение России на Украину[33].

Премии:
- Премия Ленинского комсомола (1989) — за заслуги в области музыкального искусства
- Премия МВД России (2000)[34]
- Специальная премия Президента Республики Беларусь деятелям культуры и искусства (8 января 2020 года) — за разработку и реализацию творческой концепции масштабных церемоний открытия и закрытия II Европейских игр 2019 года[35].

Ордена:
- орден Дружбы (14 июля 2004) — за многолетнюю плодотворную деятельность в области культуры и искусства[36]
- орден «За заслуги перед Отечеством» IV степени (28 июля 2009) — за большой вклад в развитие отечественного музыкального искусства и многолетнюю творческую деятельность[37]
- орден «За заслуги перед Отечеством» III степени (21 июля 2014) — за большие заслуги в развитии отечественной культуры и искусства, многолетнюю плодотворную деятельность[38]
- орден «Достык» II степени (2 июля 2019, Казахстан) — за заслуги в укреплении дружбы и сотрудничества между народами Казахстана и России[39]
- орден Александра Невского (11 ноября 2019) — за заслуги в развитии отечественной культуры и искусства, многолетнюю плодотворную деятельность[40]
- орден «За заслуги перед Отечеством» II степени (21 ноября 2024) — за большой вклад в развитие отечественной культуры и искусства, многолетнюю плодотворную деятельность[41]

Медали:
- медаль Республики Тыва «За заслуги перед Республикой Тыва» (14 ноября 2023, Республика Тыва, Россия) — за выдающийся вклад в развитие культуры в Республике Тыва, воспитание и поддержку талантливой молодёжи[42]

Другие награды, поощрения, премии и общественное признание:
- Премия «Овация» в номинации «Композитор» (1997)[43]
- Мемориальный знак на «Площади звёзд» (25 сентября 1998)[44]
- Почётный гражданин города Юрмала (30 июля 2010)[45]
- Благодарность Президента Российской Федерации (16 августа 2011) — за активное участие в организации и проведении международного конкурса молодых исполнителей популярной музыки «Синяя птица»[46]
- Специальная награда Премии Муз-ТВ «За вклад в развитие музыкальной индустрии» (2012)
- Золотая медаль и диплом чемпиона России по футболу как автору гимна московского «Динамо» по итогам сезонов 2001/2002, 2004/2005, 2007/2008, 2009/2010 и 2011/2012[47][48][49][50][51]
- Лауреат Российской национальной музыкальной премии «Виктория» в номинации «Композитор года» за композицию «Любовь моей жизни» (2019)[52]
- Премия «Легенды Тавриды» (2020)[53].